# الكراب (العدين)

تعديل مصدري - تعديل

الكراب هي إحدى قرى عزلة السارة بمديرية العدين التابعة لمحافظة إب، بلغ تعداد سكانها 2088 نسمة حسب تعداد اليمن لعام 2004.